# Åträsket (Lycksele socken, Lappland)
Åträsket är en sjö i Lycksele kommun i Lappland och ingår i Umeälvens huvudavrinningsområde. Sjön har en area på 1,03 kvadratkilometer och ligger 230,2 meter över havet. Sjön avvattnas av vattendraget Sikbäcken.

## Delavrinningsområde
Åträsket ingår i det delavrinningsområde (718665-165017) som SMHI kallar för Utloppet av Åträsket. Medelhöjden är 254 meter över havet och ytan är 13,15 kvadratkilometer. Räknas de 12 avrinningsområdena uppströms in blir den ackumulerade arean 159,26 kvadratkilometer. Sikbäcken som avvattnar avrinningsområdet har biflödesordning 3, vilket innebär att vattnet flödar genom totalt 3 vattendrag innan det når havet efter 175 kilometer. Avrinningsområdet består mestadels av skog (80 procent) och sankmarker (10 procent). Avrinningsområdet har 1,1 kvadratkilometer vattenytor vilket ger det en sjöprocent på 8,4 procent.